# Sida cabreriana
Sida cabreriana är en malvaväxtart som beskrevs av Antonio Krapovickas. Sida cabreriana ingår i släktet sammetsmalvor, och familjen malvaväxter. Inga underarter finns listade i Catalogue of Life.